# Zhang Xiangxiang
Pour les articles homonymes, voir Zhang.
Dans ce nom chinois, le nom de famille, Zhang, précède le nom personnel.
Zhang Xiangxiang (chinois simplifié : 张湘祥), né le 16 juillet 1983 à Longyan dans la province du Fujian, est un haltérophile chinois. Il est double médaillé olympique. Il a remporté la médaille de bronze à l'épreuve masculine des moins de 56 kg des Jeux olympiques d'été de 2000, puis la médaille d'or dans la catégorie des moins de 62 kg aux Jeux olympiques d'été de 2008.